# Basílica de São Pancrácio
San Pancrazio ou Basílica de São Pancrácio (em latim: S. Pancratii) é uma basílica menor e igreja titular fundada no século VI pelo papa Símaco em Roma, Itália. Ela está localizada na Via San Pancrazio, depois da Porta San Pancrazio, que atravessa a Muralha Aureliana na região do Janículo.
O cardeal-presbítero do título de São Pancrácio (Titulus S. Pancratii) é Antonio Cañizares Llovera, arcebispo de Valência. Entre os titulares anteriores estão o papa Paulo IV (1537) e o papa Clemente VIII (1585–1592).

## História
A basílica foi construída pelo papa Símaco (r. 498–514) no local onde o corpo do jovem mártir São Pancrácio foi enterrado. No século XVII, o edifício foi doado aos carmelitas descalços, que o remodelaram completamente. Novas reformas ocorreram no século XIX, mas ainda é possível vislumbrar a fachada simples de tijolos do final do século XV, com o brasão do papa Inocêncio VIII.
Abaixo da igreja está a grande Catacumba de São Pancrácio ("Catacombe di S. Pancrazio" ou "di Ottavilla"), a qual se acessa por uma entrada próxima ao vizinho "Museo di S. Pancrazio", que preserva fragmentos de esculturas e inscrições pagãs e paleocristãs.

## Galeria

Imagens da igreja
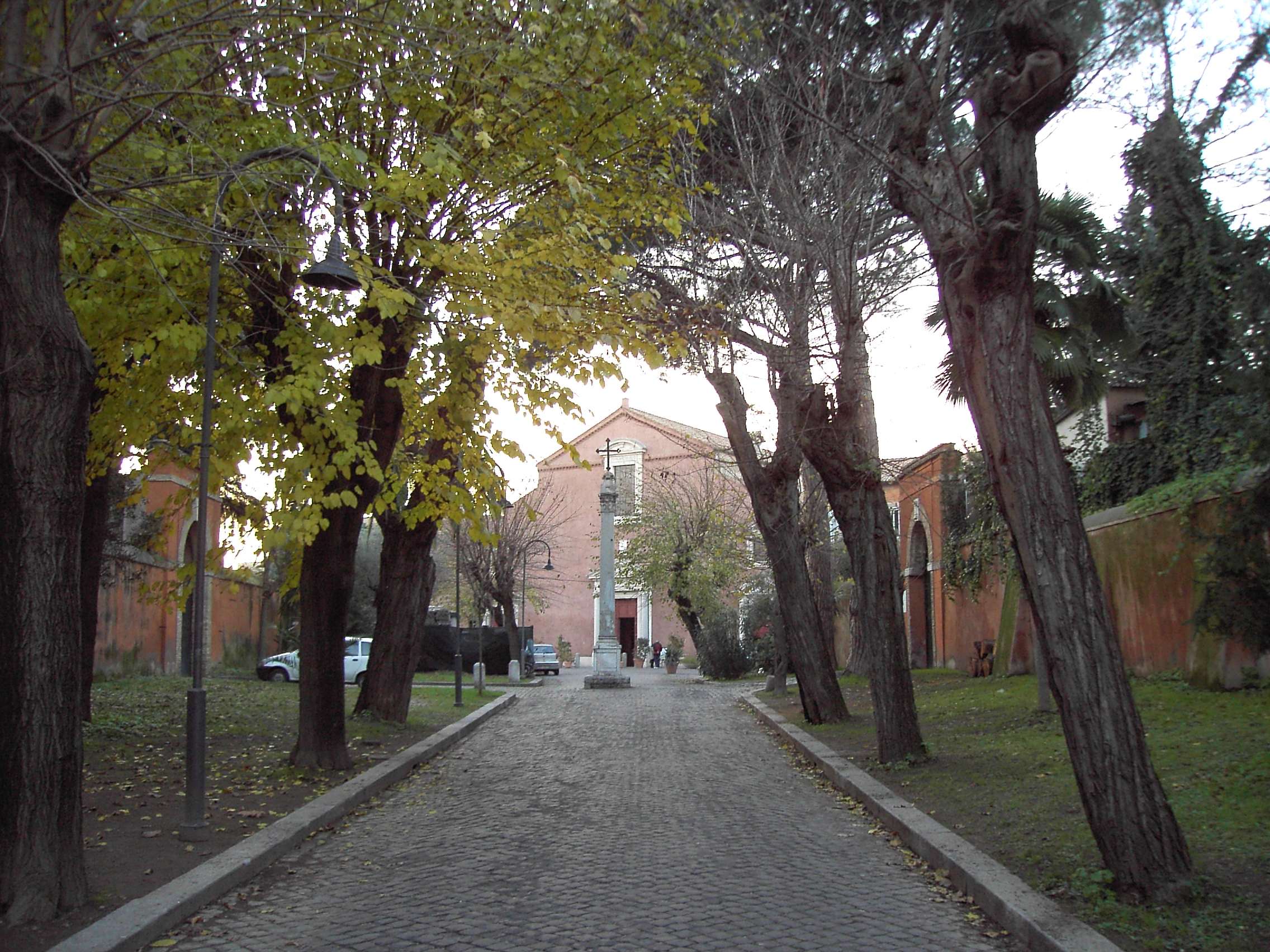
Vista do complexo
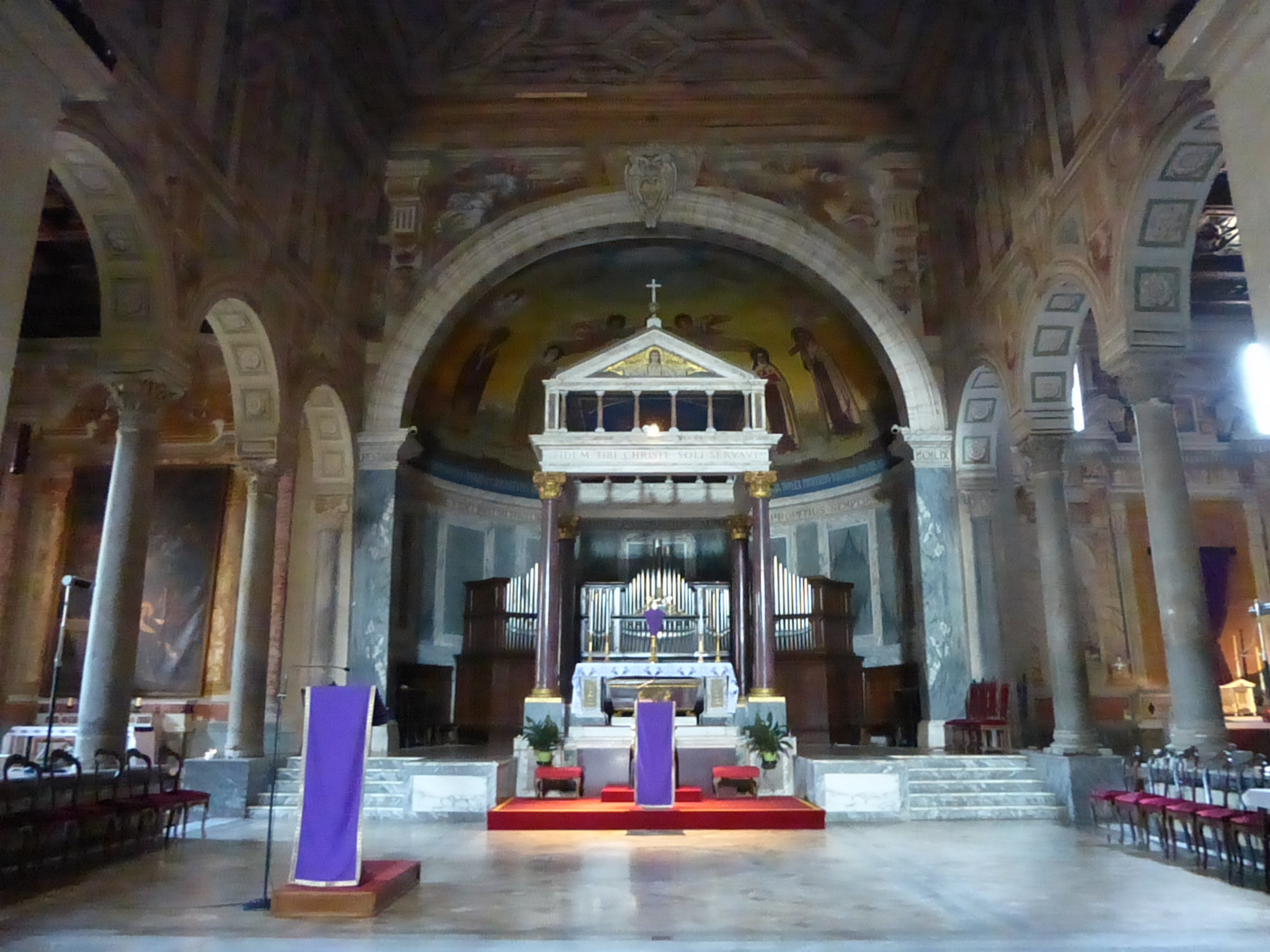
Altar-mor
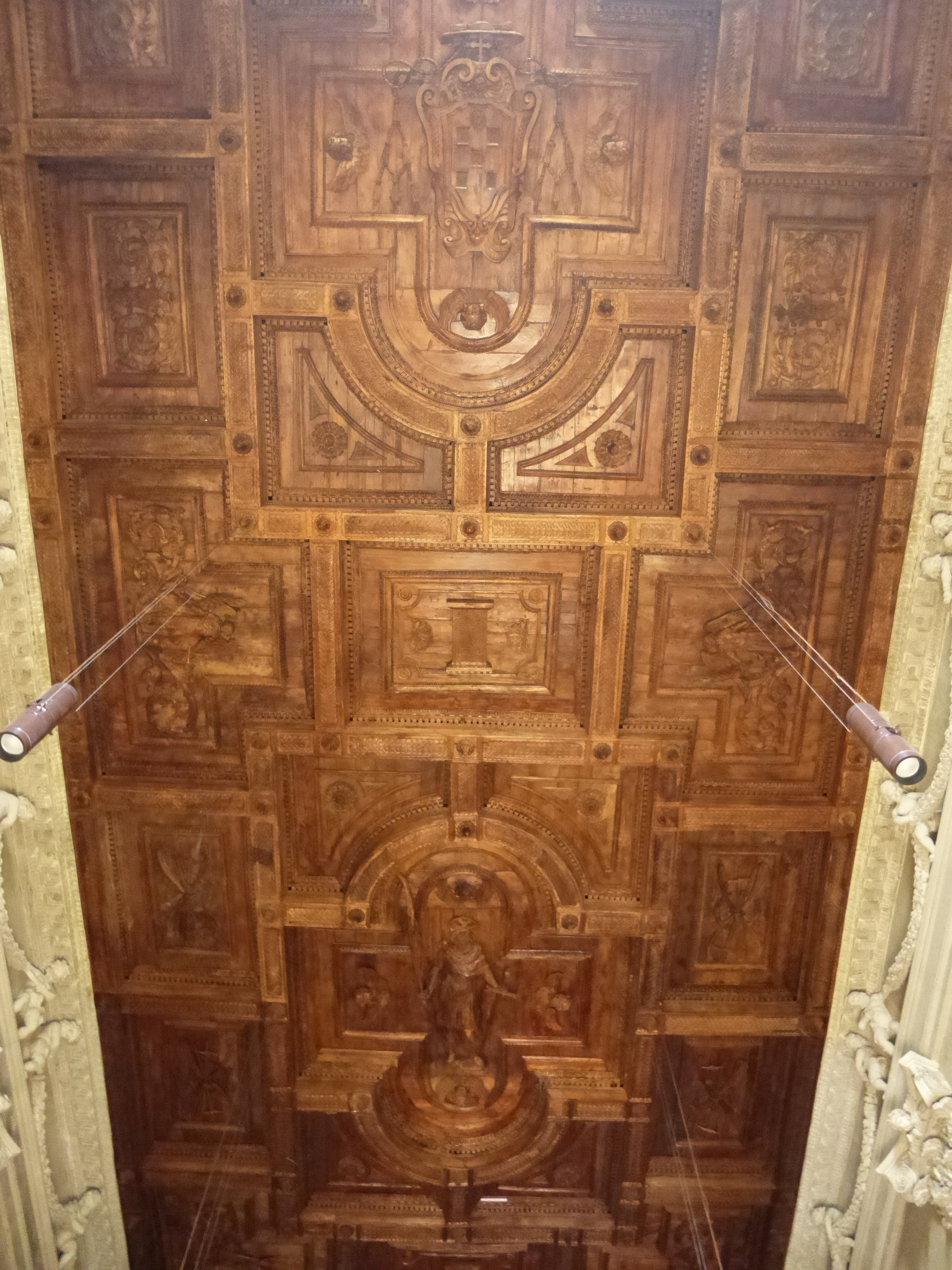
Teto entalhado
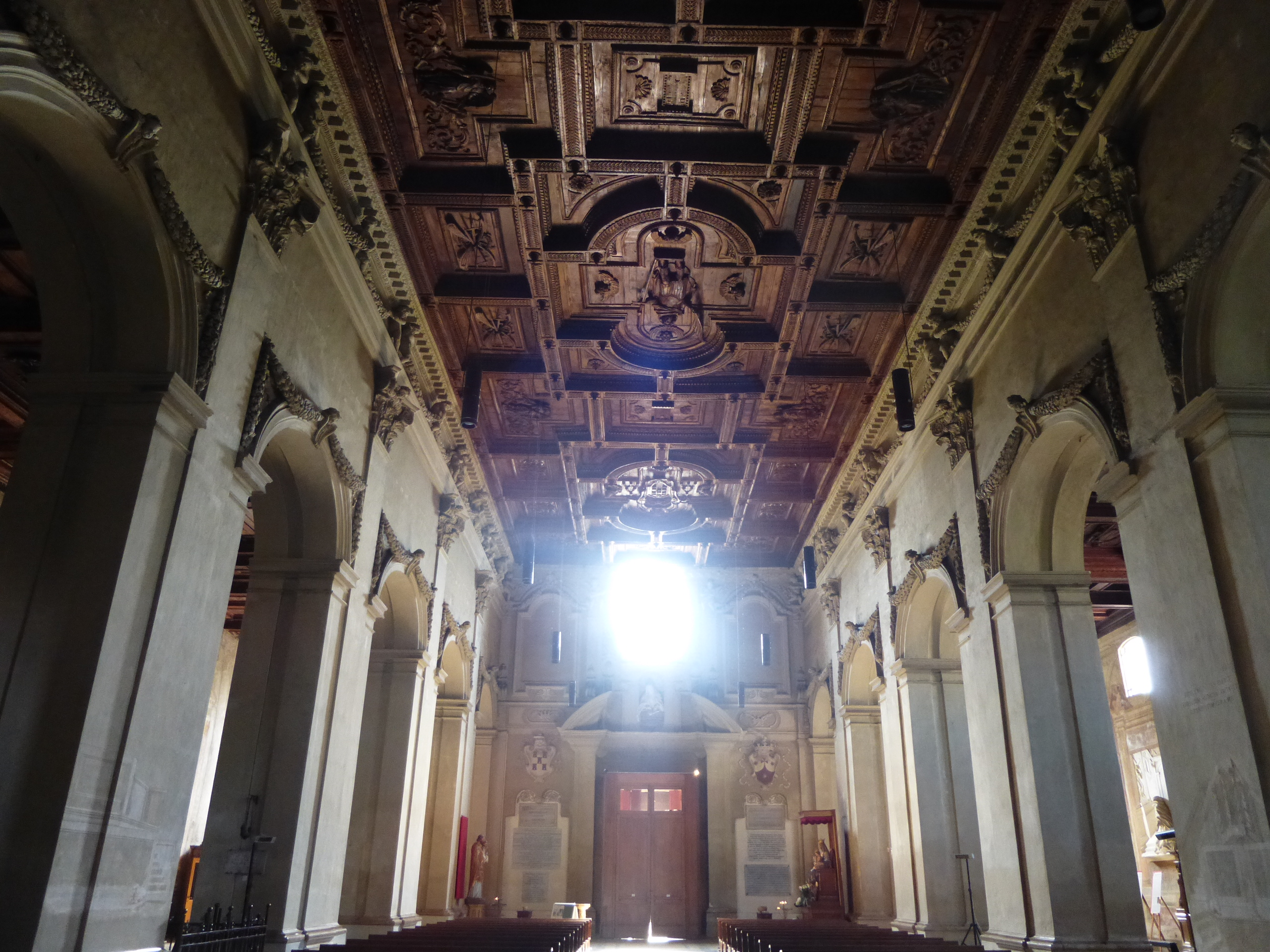
Nave na direção da entrada